# David Paterson
David Paterson (født 20. maj 1954) er en amerikansk politiker. I 2006 valgtes han som viceguvernør i delstaten New York, for 17. marts 2008 at afløse Eliot Spitzer som guvernør, da denne måtte trække sig efter at være blevet afsløret som kunde hos en prostitutionsring. På det tidspunkt var der kun én anden sort guvernør i USA. Paterson er også usædvanlig ved som næsten blind – siden fødslen – at have opnået en høj politisk position.
David Paterson, som har en juridisk uddannelse, var delstatssenator 1985-2006.
Paterson har som guvernør mødt modstand, ikke mindst fra politikere fra hans eget parti, demokraterne. I september 2009 opfordrede præsident Barack Obama Paterson til at afholde sig fra at stille op til guvernørvalget i 2010.